# بحيرة روتويتي
بحيرة روتويتي، التي كانت تُعرف سابقًا باسم بحيرة أرثر، هي بحيرة في مقاطعة تاسمان بنيوزيلندا. وهي بحيرة جبلية كبيرة داخل حدود منتزه نيلسون ليكس الوطني. يتم تغذية البحيرة بنهر ترافرز، وتتدفق المياه من البحيرة إلى نهر بولر. البحيرة محاطة بغابة من أشجار الزان ويبلغ عمق البحيرة 82 متر. سانت أرنود (روتويتي سابقًا) هو مجتمع (قرية) صغير في الطرف الشمالي من البحيرة.